# Principe Channel
Principe Channel är ett sund i provinsen British Columbia i Kanada. Det ligger mellan Pitt Island och Banks Island vid Kanadas västkust. Den spanske upptäckaren Jacinto Caamaño gav sundet namnet Canal del Principe 1792.